# Liste der Kulturdenkmäler in Heuchelheim an der Lahn
Die folgende Liste enthält die in der Denkmaltopographie ausgewiesenen Kulturdenkmäler auf dem Gebiet  der Gemeinde Heuchelheim an der Lahn, Landkreis Gießen, Hessen.
Hinweis: Die Reihenfolge der Denkmäler in dieser Liste orientiert sich zunächst an Ortsteilen und anschließend der Anschrift, alternativ ist sie auch nach der Bezeichnung, der vom Landesamt für Denkmalpflege vergebenen Nummer oder der Bauzeit sortierbar.
Kulturdenkmäler werden fortlaufend im Denkmalverzeichnis des Landes Hessen durch das Landesamt für Denkmalpflege Hessen auf Basis des Hessischen Denkmalschutzgesetzes (HDSchG) geführt. Die Schutzwürdigkeit eines Kulturdenkmals hängt nicht von der Eintragung in das Denkmalverzeichnis des Landes Hessen oder der Veröffentlichung in der Denkmaltopographie ab.

Das Vorhandensein oder Fehlen eines Objekts in dieser Liste ist keine rechtsverbindliche Auskunft darüber, ob es Kulturdenkmal ist oder nicht: Diese Liste entspricht möglicherweise nicht dem aktuellen Stand der offiziellen Denkmaltopographie. Diese ist für Hessen in den entsprechenden Bänden der Denkmaltopographie Bundesrepublik Deutschland und im Internet unter DenkXweb – Kulturdenkmäler in Hessen einsehbar. Auch diese Quellen sind, obwohl sie durch das Landesamt für Denkmalpflege Hessen aktualisiert werden, nicht immer aktuell, da es im Denkmalbestand immer wieder Änderungen gibt.
Eine verbindliche Auskunft erteilt allein das Landesamt für Denkmalpflege Hessen.
Nutze diese Kartenansicht, um Koordinaten in der Liste zu setzen. In dieser Kartenansicht sind Kulturdenkmale ohne Koordinaten mit einem roten bzw. orangen Marker dargestellt und können in der Karte gesetzt werden. Kulturdenkmale ohne Bild sind mit einem blauen bzw. roten Marker gekennzeichnet, Kulturdenkmale mit Bild mit einem grünen bzw. orangen Marker.

## Kulturdenkmäler nach Ortsteilen

### Heuchelheim
| Bild                                | Bezeichnung                         | Lage | Beschreibung | Bauzeit     | Objekt-Nr. |
| ----------------------------------- | ----------------------------------- | --- | --- | ----------- | ---------- |
| Gesamtanlage Bachstraße/Kirchstraße | Gesamtanlage Bachstraße/Kirchstraße | Bachstraße/Kirchstraße Lage                                                                              | |             | 47507 DDB  |
| Gesamtanlage Brauhausstraße         | Gesamtanlage Brauhausstraße         | Brauhausstraße Lage                                                                                      | |             | 47508 DDB  |
| Gesamtanlage Gießener Straße        | Gesamtanlage Gießener Straße        | Gießener Straße Lage                                                                                     | |             | 47509 DDB  |
|                                     |                                     | Bachstraße 5 LageFlur: 1, Flurstück: 800/1                                                               | | 18. Jh.     | 47510 DDB  |
|                                     |                                     | Bachstraße 11 LageFlur: 1, Flurstück: 804                                                                | | 18. Jh.     | 47511 DDB  |
|                                     |                                     | Bachstraße 13 LageFlur: 1, Flurstück: 805                                                                | | 18. Jh.     | 47512 DDB  |
|                                     |                                     | Bachstraße 18 LageFlur: 1, Flurstück: 768                                                                | | 18. Jh.     | 47513 DDB  |
|                                     |                                     | Bachstraße 20 LageFlur: 1, Flurstück: 767                                                                | | 18. Jh.     | 47514 DDB  |
|                                     |                                     | Bachstraße 27 LageFlur: 1, Flurstück: 694                                                                | | 1785        | 47515 DDB  |
|                                     |                                     | Bachstraße 30 LageFlur: 1, Flurstück: 763/1                                                              | | 17. Jh.     | 47516 DDB  |
|                                     |                                     | Bachstraße 37 LageFlur: 1, Flurstück: 707/1                                                              | | 18. Jh.     | 47517 DDB  |
|                                     |                                     | Bachstraße 44 LageFlur: 1, Flurstück: 752/1                                                              | | 18. Jh.     | 47518 DDB  |
|                                     |                                     | Bachstraße 49 LageFlur: 1, Flurstück: 721/1                                                              | | 17. Jh.     | 47519 DDB  |
|                                     |                                     | Bachstraße 51 LageFlur: 1, Flurstück: 723                                                                | | 18. Jh.     | 47520 DDB  |
|                                     |                                     | Bachstraße 58 LageFlur: 1, Flurstück: 743/5                                                              | | 18. Jh.     | 47521 DDB  |
|                                     |                                     | Brauhausstraße 5, Brauhausstraße 7 LageFlur: 1, Flurstück: 854, 856                                      | | 17. Jh.     | 47522 DDB  |
|                                     |                                     | Brauhausstraße 5 LageFlur: 1, Flurstück: 856                                                             | |             |            |
|                                     |                                     | Brauhausstraße 7 LageFlur: 1, Flurstück: 854                                                             | |             |            |
|                                     |                                     | Brauhausstraße 6-12 LageFlur: 1, Flurstück:                                                              | |             |            |
|                                     |                                     | Brauhausstraße 12 LageFlur: 1, Flurstück: 593/1                                                          | | 17. Jh.     | 47523 DDB  |
|                                     |                                     | Brauhausstraße 18, Brauhausstraße 20 LageFlur: 1, Flurstück: 586/1                                       | | 17. Jh.     | 47524 DDB  |
|                                     |                                     | Brauhausstraße 21 LageFlur: 1, Flurstück: 539/3                                                          | | 18. Jh.     | 47525 DDB  |
| Rathaus                             | Rathaus                             | Brauhausstraße 26 LageFlur: 1, Flurstück: 575                                                            | | 1894        | 47526 DDB  |
|                                     |                                     | Ernststraße 2 LageFlur: 21, Flurstück: 242                                                               | | 1906        | 47527 DDB  |
| Torhaus                             | Torhaus                             | Gießener Straße 5 LageFlur: 1, Flurstück: 847                                                            | | 1788        | 47528 DDB  |
|                                     |                                     | Gießener Straße 7 LageFlur: 1, Flurstück: 848                                                            | | 18. Jh.     | 47529 DDB  |
|                                     |                                     | Gießener Straße 11 LageFlur: 1, Flurstück: 850                                                           | | 18. Jh.     | 47530 DDB  |
|                                     |                                     | Gießener Straße 16 LageFlur: 1, Flurstück: 866                                                           | | 18. Jh.     | 47531 DDB  |
|                                     |                                     | Gießener Straße 18 LageFlur: 1, Flurstück: 867/4                                                         | | 18. Jh.     | 47532 DDB  |
|                                     |                                     | In der Eck 2 LageFlur: 1, Flurstück: 773                                                                 | |             | 47533 DDB  |
| Hüttenberger Tor                    | Hüttenberger Tor                    | In der Eck 4 LageFlur: 1, Flurstück: 772/2                                                               | | 1827        | 47534 DDB  |
| Eisenbahnbrücke                     | Eisenbahnbrücke                     | Kenelwies, Bieber LageFlur: 6, Flurstück: 365/2, 406/3                                                   | | 1877        | 952613     |
|                                     |                                     | Kirchstraße 5 LageFlur: 1, Flurstück: 669                                                                | | Vor 1646    | 47535 DDB  |
| weitere Bilder                      | Ev. Kirche                          | Kirchstraße 6, Kirchstraße 8 LageFlur: 1, Flurstück: 821, 822                                            | Chorturmkirche mit vier verschiedenen Baukörpern; markanter Turm mit vier Steingiebeln, Rechteckchor mit 5/8-Schluss, spätgotischer Marienaltar (um 1500) | 13.–15. Jh. | 47536 DDB  |
|                                     |                                     | Kirchstraße 12 LageFlur: 1, Flurstück: 819                                                               | | 17./18. Jh. | 47537 DDB  |
| Hof „Nußbaumneidels“                | Hof „Nußbaumneidels“                | Kirchstraße 14 LageFlur: 1, Flurstück: 818                                                               | | 17. Jh.     | 47538 DDB  |
|                                     |                                     | Ludwig-Rinn-Straße 11 LageFlur: 21, Flurstück: 243/9                                                     | | 1895        | 47539 DDB  |
| Ehem. Zigarrenfabrik Rinn & Cloos   | Ehem. Zigarrenfabrik Rinn & Cloos   | Ludwig-Rinn-Straße 14, Ludwig-Rinn-Straße 16, Ludwig-Rinn-Straße 10 LageFlur: 21, Flurstück: 113/2, 84/2 | |             | 47540 DDB  |
|                                     |                                     | Marktstraße 10 LageFlur: 1, Flurstück: 833                                                               | | 17. Jh.     | 47542 DDB  |
|                                     |                                     | Marktstraße 25 LageFlur: 1, Flurstück: 634/1                                                             | | 17. Jh.     | 47543 DDB  |
|                                     |                                     | Marktstraße 27 LageFlur: 1, Flurstück: 635/2                                                             | | 17. Jh.     | 47544 DDB  |
|                                     |                                     | Marktstraße 29 LageFlur: 1, Flurstück: 638                                                               | | 19. Jh.     | 47545 DDB  |
| Pfarrhaus                           | Pfarrhaus                           | Schulgasse 4 LageFlur: 1, Flurstück: 815, 817                                                            | | 1904/05     | 47546 DDB  |

### Kinzenbach
| Bild                               | Bezeichnung                        | Lage | Beschreibung                                                                                           | Bauzeit | Objekt-Nr. |
| ---------------------------------- | ---------------------------------- | --- | --- | ------- | ---------- |
| Gesamtanlage historischer Ortskern | Gesamtanlage historischer Ortskern | Atzbacher Straße, Hauptstraße, Hinter dem Rathaus, Hinter der Kirche, Krofdorfer Straße, Waldstraße Lage | |         | 47548 DDB  |
| Ehem. Zigarrenfabrik               | Ehem. Zigarrenfabrik               | Atzbacher Straße o. Nr. LageFlur: 14, Flurstück: 5/2                                                     | |         | 47553 DDB  |
|                                    |                                    | Atzbacher Straße 1 LageFlur: 14, Flurstück: 16/1                                                         | | 17. Jh. | 47549 DDB  |
|                                    |                                    | Atzbacher Straße 11 LageFlur: 14, Flurstück: 10                                                          | | 19. Jh. | 47550 DDB  |
|                                    |                                    | Atzbacher Straße 13 LageFlur: 14, Flurstück: 9/2                                                         | | 18. Jh. | 47551 DDB  |
| Schule                             | Schule                             | Bahnhofstraße 14 LageFlur: 14, Flurstück: 46/2                                                           | | 1905–07 | 47554 DDB  |
| ehem. Bahnhof                      | ehem. Bahnhof                      | Bahnhofstraße 30 LageFlur: 17, Flurstück: 87/29                                                          | |         | 952614 DDB |
|                                    |                                    | Hauptstraße 3, Hauptstraße 5 LageFlur: 13, Flurstück: 11, 12                                             | | 17. Jh. | 47556 DDB  |
|                                    |                                    | Hauptstraße 18 LageFlur: 13, Flurstück: 30/2                                                             | | 18. Jh. | 47557 DDB  |
|                                    |                                    | Hauptstraße 19 LageFlur: 13, Flurstück: 24/2                                                             | | 18. Jh. | 47558 DDB  |
|                                    |                                    | Hauptstraße 21 LageFlur: 13, Flurstück: 39/5                                                             | | Um 1600 | 47559 DDB  |
|                                    |                                    | Hauptstraße 23 LageFlur: 13, Flurstück: 38                                                               | | 17. Jh. | 47560 DDB  |
|                                    |                                    | Hinter dem Rathaus 2, Hinter dem Rathaus 3 LageFlur: 13, Flurstück: 21/1, 22                             | | 16. Jh. | 47561 DDB  |
|                                    |                                    | Hinter dem Rathaus 4 LageFlur: 13, Flurstück: 23/3                                                       | | 18. Jh. | 47562 DDB  |
|                                    |                                    | Hinter der Kirche 4 LageFlur: 13, Flurstück: 10                                                          | |         | 47563 DDB  |
| weitere Bilder                     | Ev. Kirche                         | Krofdorfer Straße 2 LageFlur: 13, Flurstück: 1/2                                                         | Neugotische Saalkirche aus rotem Sandstein mit vorgelagertem, schlankem Westturm und 5/10-Ostabschluss | 1863    | 47555 DDB  |
|                                    |                                    | Krofdorfer Straße 3 LageFlur: 12, Flurstück: 31/1                                                        | | 19. Jh. | 47564 DDB  |
|                                    |                                    | Lahnstraße 1, Lahnstraße LageFlur: 14, Flurstück: 20, 21/5                                               | | 17. Jh. | 47565 DDB  |
|                                    |                                    | Waldstraße 3 LageFlur: 11, Flurstück: 55                                                                 | | Um 1800 | 47566 DDB  |
|                                    |                                    | Waldstraße 6 LageFlur: 11, Flurstück: 35/2                                                               | | 18. Jh. | 47567 DDB  |